# Landsupport
Landsupport (Eigenschreibweise: LANDSUPPORT) ist ein von der Europäischen Union gefördertes Pilot-Beratungsprojekt für die Flächennutzung zur naturnahen Modellierung verschiedener Arten und Methoden der Flächennutzung bei gleichzeitiger Schonung der Umwelt.

## Projektziel
Auf lange Sicht muss ein nachhaltiger Umgang mit genutztem Boden gewährleistet sein, um dem Bedarf der Erdbevölkerung gerecht zu werden. Das Projekt vereinigt zahlreiche Universitäten, Forschungseinrichtungen, Firmen und Interessensvertreter mit dem Ziel, ein webbasiertes, kostenloses System zur Unterstützung der praktischen Landwirtschaft und Flächennutzern in Entscheidungen zur nachhaltigen Flächennutzung, Umweltschutz und landwirtschaftlicher Nutzung.
Mit der aktiven Teilnahme verschiedenster und zahlreicher Interessensvertreter in und außerhalb Europas zielt das Konsortium auch auf die Gesetzgebung auf europäischer Ebene ab, basierend auf wissenschaftlichen Daten, die im System verarbeitet und modelliert werden. 
Im Forschungsrahmenprogramm Horizont 2020 wird das Projekt unter der Leitung von Fabio Terribile an der Universität Neapel organisiert.
Das Konsortium von Landsupport besteht aus folgenden Partnern:
- Universität Neapel, Italien
- ARIESPACE, Italien
- Barcelona Supercomputing Center, Spanien
- Universität für Bodenkultur, Wien, Österreich
- Consiglio Nazionale delle Ricerche, Italien
- Crops for the Future, Malaysia
- ICARDA, Tunesien
- Institute of Advanced Studies, Ungarn
- Institute for Environmental Protection and Research, Italien
- Rasdaman GmbH, Deutschland
- Joint Research Centre, Europäische Kommission
- Regione Campania, Italien
- Universität Mailand, Italien
- Zala County, Ungarn
- CMAST / Modis, Belgien
- Acteon, Frankreich
- Bundesumweltamt, Österreich
- Slowenian Forestry Institute, Slowenien

## Ergebnisse und Beratung
Die Ergebnisse der Untersuchungen werden u. a. von den Mitgliedern in Fachgremien bewertet und der Praxis sowie den zuständigen Organen auf regionaler und Landesebene, sowie der EU für die Gesetzgebungs- und Zulassungsverfahren zur Verfügung gestellt.